# Little Joe Washington
Marion „Little Joe“ Washington (* 1. März 1939 in Houston, Texas, USA; † 12. November 2014 ebenda) war ein US-amerikanischer Bluesgitarrist und Sänger.

## Biografie
Marion Washington wurde am 1. März 1939 in Houston geboren; seine Mutter war jung und alleinstehend. Nach eigenen Angaben begann er mit fünf Jahren Klavier zu spielen und bekam mit neun oder zehn Klavierunterricht. Er spielte Trompete in der Highschool Marching Band und Schlagzeug in einer von Albert Collins geleiteten Band. Als er mit der Gitarre begann, imitierte er Joe „Guitar“ Hughes, daher sein Spitzname „Little Joe“. Er spielte in Clubs in Houston und ging unter anderem mit Rosco Gordon auf Tour.
Von 1958 bis 1968 lebte er in Juarez und El Paso, wo er in Kneipen spielte. In dieser Zeit nahm er in Kalifornien ein paar Singles auf, eine davon mit den Champs (Hard Way Four / The Last Tear, 1962). Danach ist wenig über seine musikalischen Unternehmungen bekannt, bis er in den 1990er Jahren wieder in Houston als Musiker arbeitete. 2003 veröffentlichte der Produzent Eddie Stout auf seinem Label Dialtone Washingtons Debütalbum Houston Guitar Blues. Der Erfolg verschaffte Washington gar einen Festivalauftritt in Japan, wo auch das Album The Blues Reality (veröffentlicht 2005) aufgenommen wurde. 2009 erschien wiederum bei Dialtone das Album Texas Firing Line.
Washingtons Gitarrespiel war inspiriert von T-Bone Walker und Clarence „Gatemouth“ Brown; es ist vergleichbar mit dem von Johnny „Guitar“ Watson, Albert Collins und Johnny Copeland.
Seine Auftritte wurden als explosiv und unberechenbar beschrieben, sein Lebensstil wurde von zeitweiser Obdachlosigkeit und Drogenmissbrauch geprägt. Washington, wenig mehr als 1,60 m groß, hatte zuletzt die meisten seiner Zähne verloren; seine Frisur war ein Wirrwarr aus Dreadlocks. Er war dafür bekannt, dass er bisweilen die Gitarre hinter seinem Rücken spielte, mit seinen Zähnen und Füßen oder im Kopfstand.
Marion „Little Joe“ Washington verbrachte die meiste Zeit seines letzten Jahrzehnts wegen verschiedener Beschwerden im Krankenhaus. Er starb am 12. November 2014 in Houston im Alter von 75 Jahren.